# W. H. Pugmire
W. H. Pugmire, nom de plume de Wilum Pugmire, né le 3 mai 1951 et mort le 26 mars 2019 à Seattle (État de Washington), est un écrivain américain.

## Biographie
Wilum Pugmire grandit à Seattle et est élevé par son père dans la foi mormone. Envoyé par les Mormons en mission à Omagh, il y commence une correspondance avec Robert Bloch et écrit ses premières nouvelles ayant trait au mythe de Cthulhu. Il revient aux États-Unis en 1973 et fait son coming out. Il est alors excommunié de l'église mormone pendant 25 ans avant d'obtenir sa réintégration.
Il écrit principalement des nouvelles qui se situent dans la Sesqua Valley, lieu fictif du Nord-Ouest Pacifique qui est son équivalent de la région d'Arkham pour Lovecraft.

## Œuvres

### Recueils de nouvelles
- (en) Tales of Sesqua Valley, Necropolitan Press, 1997, 66 p.
- (en) Dreams of Lovecraftian Horror, Mythos Books, 1999, 91 p.  (ISBN 0-9659433-4-8)
- (en) Tales of Love and Death, Delirium Books, 2001, 72 p.  (ISBN 1-929653-15-8)
- (en) Sesqua Valley and Other Haunts, Delirium Books, 2003, 242 p.  (ISBN 1-929653-38-7)
- (en) The Fungal Stain and Other Dreams, Hippocampus Press, 2006, 179 p.  (ISBN 0-9771734-3-7)
- (en) Weird Inhabitants of Sesqua Valley, Terradan Works, 2009, 128 p.  (ISBN 978-1-4486-9954-4)
- (en) The Tangled Muse, Centipede Press, 2010, 456 p.  (ISBN 978-1-933618-78-4)
- (en) Gathered Dust and Others, Dark Regions Press, 2011, 191 p.
- (en) Some Unknown Gulf of Night, Arcane Wisdom Press, 2011, 172 p.  (ISBN 978-1-935006-11-4)
- (en) The Strange Dark One: Tales of Nyarlathotep, Miskatonic River Press, 2012, 162 p.  (ISBN 978-0-9821818-9-8)
- (en) Uncommon Places: A Collection of Exquisites, Hippocampus Press, 2012, 269 p.  (ISBN 978-1-61498-023-0)
- (en) Encounters with Enoch Coffin, Dark Regions Press, 2013, 202 p.  (ISBN 978-1-62641-000-8)
- (en) Monstrous Aftermath: Stories in the Lovecraftian Tradition, Hippocampus Press, 2015, 270 p.  (ISBN 978-1-61498-133-6)